# Mol-Centrum
Mol of formeel Mol-Centrum is de hoofdplaats van de uitgestrekte gemeente Mol en is een van de Zeven Heerlijkheden.

## Toponymie
De naam Mol, vroeger als Molle geschreven, feitelijk Mol-lo, wijst op mul zand en op bos.

## Geschiedenis

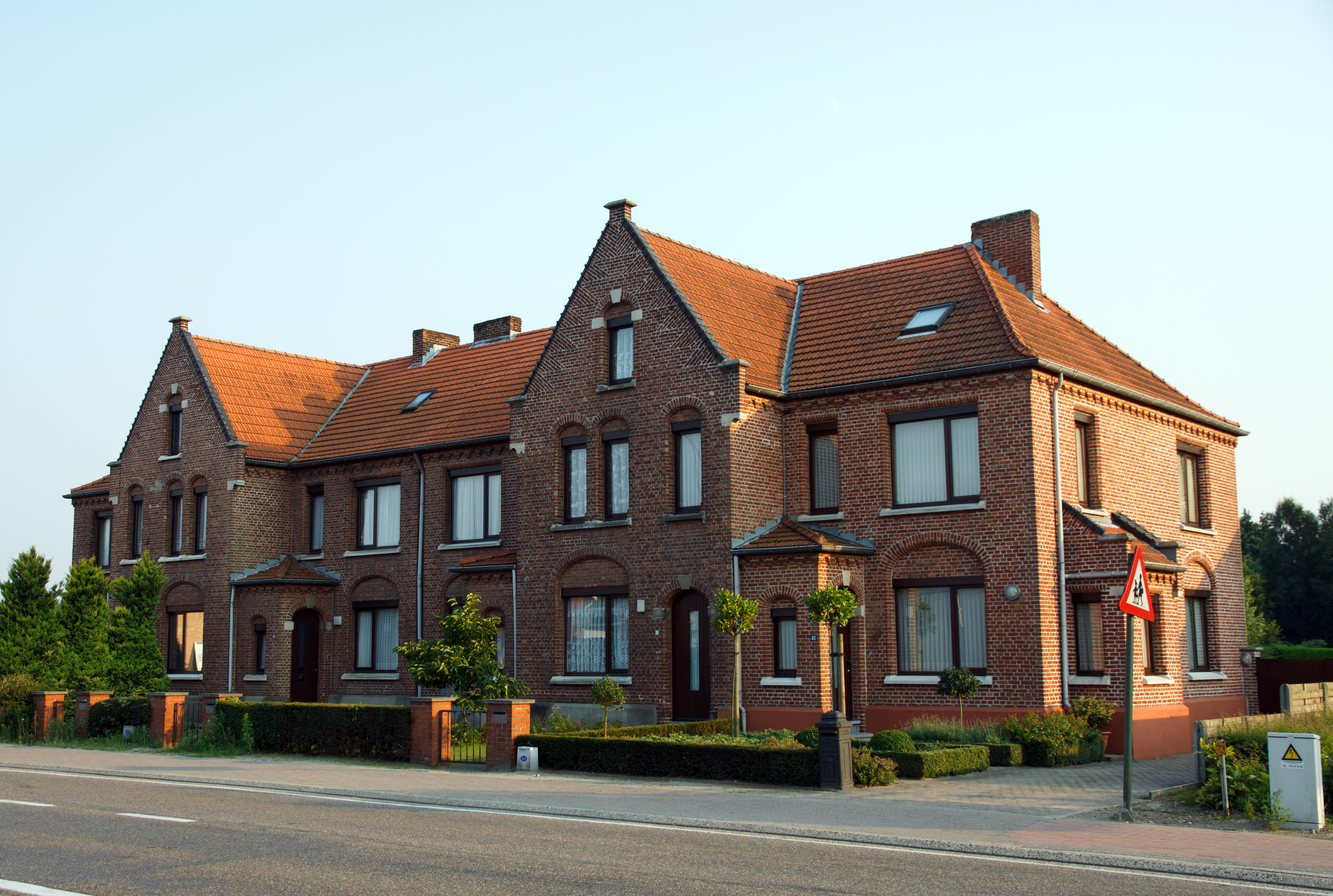
Eengezinswoningen in het centrum van Mol

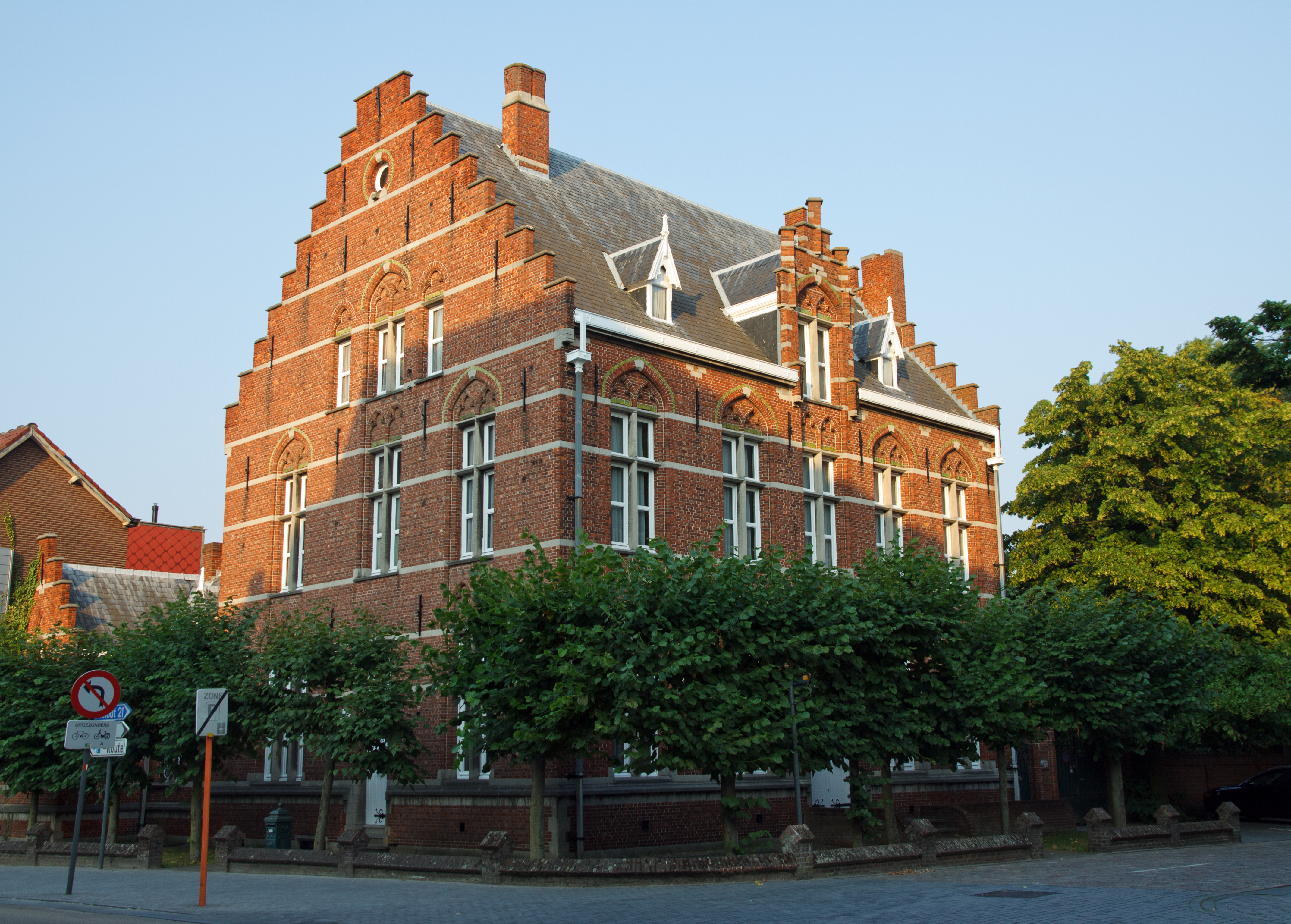
Dekenij in het centrum van Mol

In de middeleeuwen was Mol de hoofdplaats van de voogdij Mol, Balen en Dessel, en de eerste voogd zou Adalhard geweest zijn, die een neef was van Karel de Grote en hier een allodium bezat. Adalhard trad in bij de Abdij van Corbie en vermaakte zijn bezittingen aan deze abdij. In 882 werd veel in de streek door de Noormannen verwoest. De abdij stelde een voogd aan maar deze ontwikkelde zich tot een plaatselijk heer die de strijd met de abdij aanbond om het bezit van deze heerlijkheid. Uiteindelijk kwam het hoge heerlijkheid in bezit van de hertog van Brabant, de lagere rechten en het goed van Gompel bleven eigendom van de Abdij. In 1559 werden de abdijbezittingen verkocht aan Godfried van Bocholtz. Deze situatie bleef bestaan tot de afschaffing van het ancien régime einde 18e eeuw.
In 1331 werden gemeenterechten uitgegeven door hertog Jan III van Brabant. Nu konden de bewoners beschikken over de uitgestrekte heidevelden ten noorden en oosten van Mol. In 1657 werden de gemeenterechten afgekocht van de opvolger der hertogen, koning Filips IV van Spanje.
De schapenteelt op de heidegronden leverde wol lop. Vanaf de 13e eeuw was er in Mol spraken van lakenindustrie en 1365 verkreeg Mol vrijheidsrechten van Johanna van Brabant. Daarmee werd de rol van Mol als streekcentrum bevestigd en verkreeg de plaats marktrechten. De 18e-eeuwse lakenhandelaren hadden contacten met Tilburg en in Duitsland. Ondanks het belang hiervan bleef de landbouw het belangrijkste bestaansmiddel. Voorts was Mol een bestuurlijk centrum van de uitgestrekte voogdij.
In de 16e eeuw waren er vele tegenslagen, zoals plunderingen door de Geldersen in 1506 en 1528, een brand op de Markt in 1567, een veldslag in 1579 en pestepidemieën in 1558, 1570, en 1576.
Er kwamen wetten die de bestuurders verplichtten om het gemeenschappelijk bezit te verkopen. Dit begon in 1772 door een decreet van Maria Theresia van Oostenrijk, en in 1842 werd de gemeente bij wet zelfs verplicht tot verkoop, zodat in 1850 de gemeenschappelijke gronden alle in particuliere handen waren.
De industriële revolutie leidde tot het graven van diverse kanalen in de omgeving (Kanaal Bocholt-Herentals vanaf 1843 en Kanaal Dessel-Kwaadmechelen in 1858) en de aanleg van een spoorlijn naar Antwerpen (1878), welke later als IJzeren Rijn naar Mönchen-Gladbach werd doorgetrokken.
Door dit alles kwamen er zinksmelters en een springstoffenfabriek, en vanaf het einde van de 19e eeuw werd in deze omgeving ook veel kwartszand gewonnen en kwamen er glasfabrieken. Zo ontwikkelde Mol zich tot de kern van een industriële gemeente en aldus tot een kleine stad. Van belang voor Mol was ook de wollenstoffenindustrie met Wolfabrieken, met fabrikantenfamilies als Van Iersel, Van Hoof, Krings, en Van Dooren. De naam van het cultureel centrum, "'t Getouw", herinnert hier nog aan, evenals het Wolwassershuisje.

## Bezienswaardigheden
Centraal in het stadje ligt de Markt. In de directe omgeving daarvan zijn de belangrijkste monumenten te vinden, zoals:
- De Sint-Pieter en Pauwelkerk
- Het gemeentehuis uit 1805, met daarin het Historisch Museum en de V.V.V.
- De Watermolen te Mol, op de Molse Nete
- Gedenkteken van de Boerenkrijg, door Aloïs de Beule, naast de kerk
- Overblijfsel van de schandpaal, naast de kerk
- Diverse historische woonhuizen aan de Markt, zoals het Baxenshuis (Markt 5), Het Steentje (Markt 7), De Lelie (Markt 34), De Wildeman (Markt 38), Den Engel (Markt 32), De Clercq (Markt 22), Oude Post (Markt 16a). Vele daarvan hebben een geschiedenis die teruggaat tot de 16e of de 17e eeuw.
- Het Wolhuisje aan de Molse Nete, opgericht in 1879 als eene wolwasscherij door Hendrik Peten. Aan de vergunning was de voorwaarde verbonden om te verhinderen dat vuile waters of vuilnissen in de rivier de Neeth zouden gebracht worden welke de waters er zouden van kunnen bederven. Na 1918 werden hier de weefsels uit de weverij van Peten gebleekt met behulp van zwaveldampen, waardoor het huisje de naam solferkotteke kreeg. De weverij werd tijdens de Tweede Wereldoorlog stilgelegd. Nadat het na de bevrijding nog dienst heeft gedaan als huisvesting voor een drukkerij raakte het in verval om in 2003 te worden gerestaureerd als industrieel monument en overblijfsel van de vroegere wolindustrie.
- Voormalig Rijksopvoedingsgesticht (ROG) aan de Markt 24-30. Oorspronkelijk stonden hier drie herenhuizen, waar de Broeders van Liefde in 1878 een onderwijsinstelling openden. Nieuwe gebouwen werden in 1882 opgetrokken en in 1884 werd de kapel ingewijd. De broeders verkochten de school in 1893 aan de Staat. In 1894 werd het een Staatsweldadigheidsschool, inclusief boerderij en "prison". Toen kwam ook de huidige voorgevel in Vlaamse neorenaissancestijl tot stand en werden de oorspronkelijke herenhuizen afgebroken. In 1923 werd het een Rijksopvoedingsgesticht. Tijdens de Tweede Wereldoorlog werden er Duitse, later Engelse, militairen in de gebouwen gelegerd, waarna het weer een ROG werd. Begin jaren 90 van de 20e eeuw werd in het gebouw de Academie voor Beeldende Kunsten gevestigd, alsmede de jeugddienst.

## Musea
- Torenmuseum, in de toren van de Sint-Pieter en Pauwelkerk
- Historisch museum, in het voormalig gemeentehuis

## Natuur en landschap
Hoewel Mol-Centrum een enigszins verstedelijkt aanzien heeft, vindt men direct ten zuiden van de Markt de Molse Nete, een snelstromend riviertje waarlangs een wandelpad loopt en waar men ook parken, sport- en culturele voorzieningen aantreft. Aansluitend is een broekbosgebied. Van daar uit starten ook diverse wandelingen door de omgeving, terwijl het centrum van Mol ook wordt aangedaan door een rondwandeling welke de gehele gemeente bestrijkt.

## Nabijgelegen kernen
Heidehuizen, Ezaart, Achterbos, Donk, Ginderbuiten, Gompel, Rosselaar